# Transatlantic (1998)
Transatlantic é um filme de drama croata de 1998 dirigido e escrito por Mladen Juran. Foi selecionado como representante da Croácia à edição do Oscar 1999, organizada pela Academia de Artes e Ciências Cinematográficas.

## Elenco
- Filip Sovagovic